# Atylus occidentalis
Atylus occidentalis is een vlokreeftensoort uit de familie van de Atylidae. De wetenschappelijke naam van de soort is voor het eerst geldig gepubliceerd in 1986 door hirayama.